# Caouënnec-Lanvézéac
 Caouënnec-Lanvézéac  (en bretón Kaouenneg-Lanvezeg) es una población y comuna francesa, situada en la región de Bretaña, departamento de Côtes-d'Armor, en el distrito de Lannion y cantón de Lannion.

## Demografía
| 417 | 395 | 472 | 614 | 582 | 628 | 790 |
| Para los censos de 1962 a 1999 la población legal corresponde a la población sin duplicidades (Fuente: INSEE [Consultar]) |     |     |     |     |     |     |